# Орлов, Григорий Фёдорович
 Григорий Фёдорович Орлов  (1790 — 1850) — полковник из рода Орловых, участник войн с Наполеоном.

## Биография
Родился в 1790 году. Внебрачный сын («воспитанник») графа Фёдора Григорьевича Орлова. Узаконен в правах вместе с двумя братьями после смерти отца-холостяка указом Екатерины II от 27 апреля 1796 года (однако без титула). 
Вместе с братом Михаилом воспитывался в пансионе аббата Николя. 17 августа 1801 года он был записан на службу юнкером в Коллегию иностранных дел.
16 марта 1806 года Орлов был определен в Кавалергардский полк эстандарт-юнкером.
30 ноября того же года произведён в корнеты, после чего принял с полком участие в прусской кампании 1807 года.
27 сентября 1810 года произведён в поручики.
В течение войн 1812—1814 годов он служил в действующей армии, получил несколько ран и лишился ноги.

Под Бородином было четыре брата Орловых, все молодцы собой и силачи. Из них Алексей служил тогда ротмистром в конной гвардии. Под ним была убита лошадь, и он остался пеший среди неприятельской конницы. Обступившие его четыре польских улана дали ему несколько ран пиками; но он храбро стоял и отбивал удары палашом; изнемогая от ран, он скоро бы упал, если б не освободили его товарищи, князья Голицыны, того же полка. Брат его Федор Орлов, служивший в одном из гусарских полков, подскакав к французской коннице, убил из пистолета неприятельского офицера перед самым фронтом. Вскоре после того он лишился ноги от неприятельского ядра. Так, по крайней мере, рассказывали о сих подвигах, коих я не был очевидцем. Третий брат Орловых — Григорий — числившийся в кавалергардском полку и находившийся при одном из генералов адъютантом, также лишился ноги от ядра. Я видел, когда его везли. Он сидел на лошади, поддерживаемый под мышки казаками, оторванная нога его ниже колена болталась; но нисколько не изменившееся лицо его не выражало даже страдания. Четвертый брат Орловых — Михаил, — состоявший тогда за адъютанта при Толе, также отличился бесстрашием своим, но не был ранен.
— Н.Н. Муравьёв-Карский. Записки. Русские мемуары. Избранные страницы. 1800—1825. М., 1989. С. 104-122
В сентябре 1812 года, состоя при главнокомандующем Барклае-де-Толли, Орлов был награждён орденом Святого Владимира 4-й степени.
20 февраля 1813 года произведён в штабс-ротмистры, в 1815 году состоял адъютантом графа Ливена.
16 января 1816 года произведён в ротмистры, с назначением в адъютанты к главнокомандующему 1-й армией князю Барклаю-де-Толли, а 25 июня 1818 года произведён в полковники. 11 ноября 1819 года Орлов был уволен в заграничный отпуск для излечения ран, а 6 января 1825 года уволен за ранами от службы с мундиром и пенсионом полного жалования.
С тех пор безногий Орлов всё время жил за границей, сначала в Париже, а потом во Флоренции, где и скончался. По словам современника, во флорентийском обществе он пользовался общим уважением, и великий герцог был к нему особенно внимателен.

## Семья
В Париже Орлов женился на хорошенькой Виргинии Вентзель (ум. 1846), актрисе парижского театра комедии (1816—1829). 
```
«Умная, приветливая и добрейшего сердца, Виргиния сумела в этой новой для себя сфере держаться всегда прилично; она заискивала светское покровительство графини 
А. А. Бутурлиной
, в чем, конечно, не встречала отказа»
[
3
]
. 
```

В конце 1830-х годов имела салон во Флоренции. Их дочь Антонина (Антуанетта) Григорьевна (1816—1889), была третьей супругой дона Иоахима Марии Иннокентия Орсини, графа Ривальта и Орбассан, сеньора Траны (1786—1864). Их единственная дочь, донна Изабелла Анна Мария Орсини (1853—1942), стала супругой маркиза Паллавичини.